# Diascia cordata
Diascia cordata är en flenörtsväxtart som beskrevs av Nicholas Edward Brown. Diascia cordata ingår i släktet tvillingsporrar, och familjen flenörtsväxter. Inga underarter finns listade i Catalogue of Life.